# Welf I.
Welf I. (Welfo) bio je švapski plemić. Bio je član kuće Hwelfove.
Welfov je otac vrlo vjerojatno bio grof Konrad I., sin grofa Hwelfa te je Welf preuzeo očeve posjede kao grof. Međutim, Konrad se „odrekao“ kralja Ludviga Njemačkog u korist kralja Karla Ćelavoga 859. godine, a tada Welf nestaje iz povijesti. Povjesničari vjeruju da je Welf pao u nemilost Ludviga Njemačkog.
Sin Welfa I. bio je Eticho, grof Ammergaua i suprug neke Egile, a otac grofa Henrika, oženjenog Athom. Henrik je bio otac Rudolfa I., grofa Altdorfa, a Rudolf je dobio Rudolfa II.; to je Welfovo rodoslovlje. (Pogledajte „Rudolf II., grof Altdorfa“.)